# 硬筆尖

典型的细尖

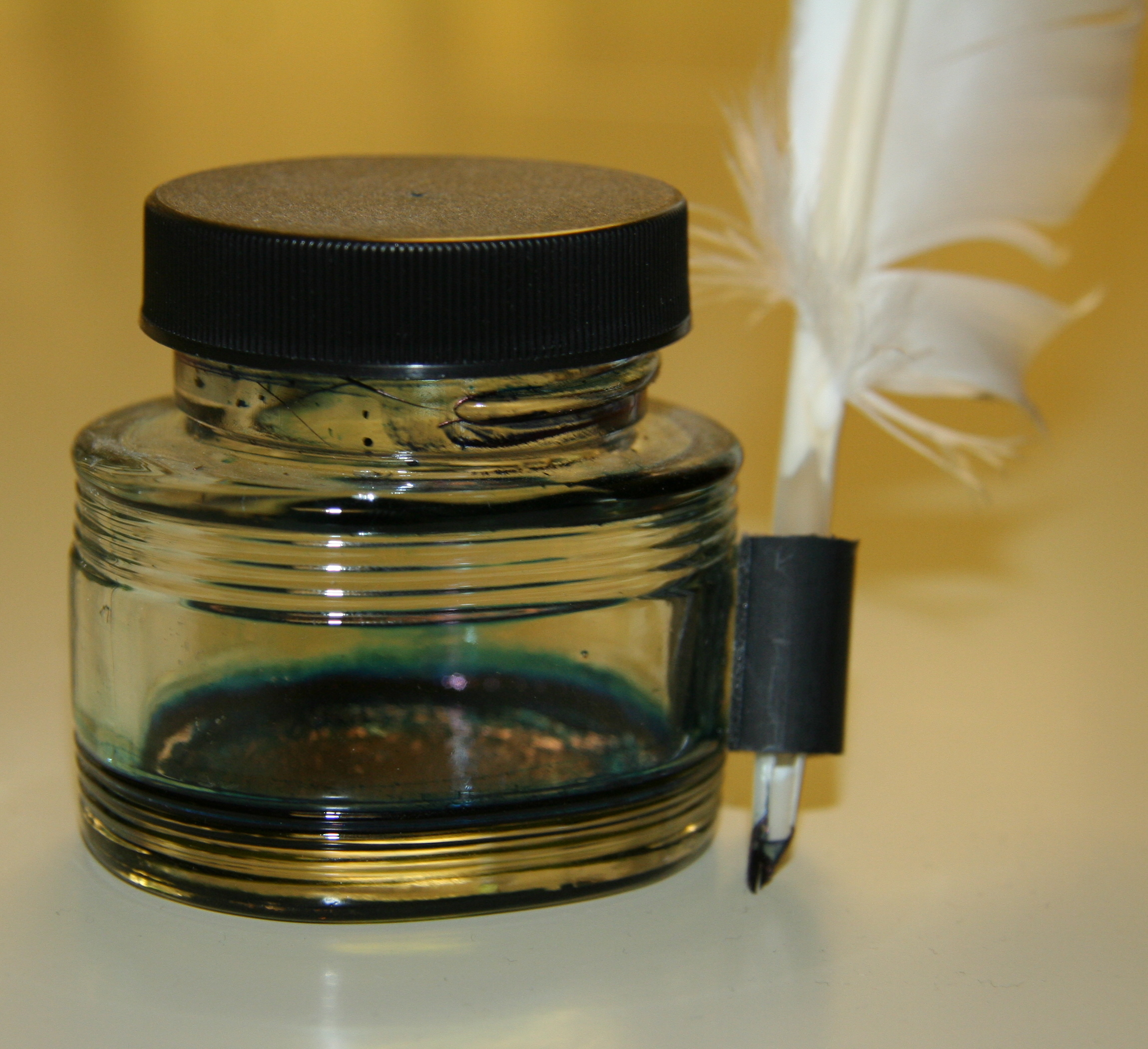
羽毛笔和墨水瓶

硬筆的笔尖（英語：nib）是羽毛笔，蘸水笔，钢笔或手写笔的一部分，通过和书写表面接触将墨水转移到介质上。 不同类型的笔尖因其书写目的不同，其形状和尺寸以及制作它们的材料各不相同。

## 历史

### 羽毛笔尖
在中世纪早期，羽毛笔取代了整个欧洲的芦苇笔，直到17世纪，它一直是西方的主要书写工具，已有近一千年的历史。 羽毛笔是通过将一个笔尖切割成羽毛的末端而制成的，这种羽毛是从一只相当大的鸟（例如鹅）传统是从左翼获得的。 羽毛笔具有比芦苇笔更耐用和更柔韧的优点，并且它还可以将墨水保留在羽毛的空心轴中，称为菖蒲，允许墨水浸渍其中,以获得更多的书写时间。 直到19世纪初和金属笔尖的出现，羽毛笔一直被使用，但随着商业的发展羽毛笔很快被超越，并淡出了市场， 然而，它仍然流行在艺术领域。

### 金属笔尖

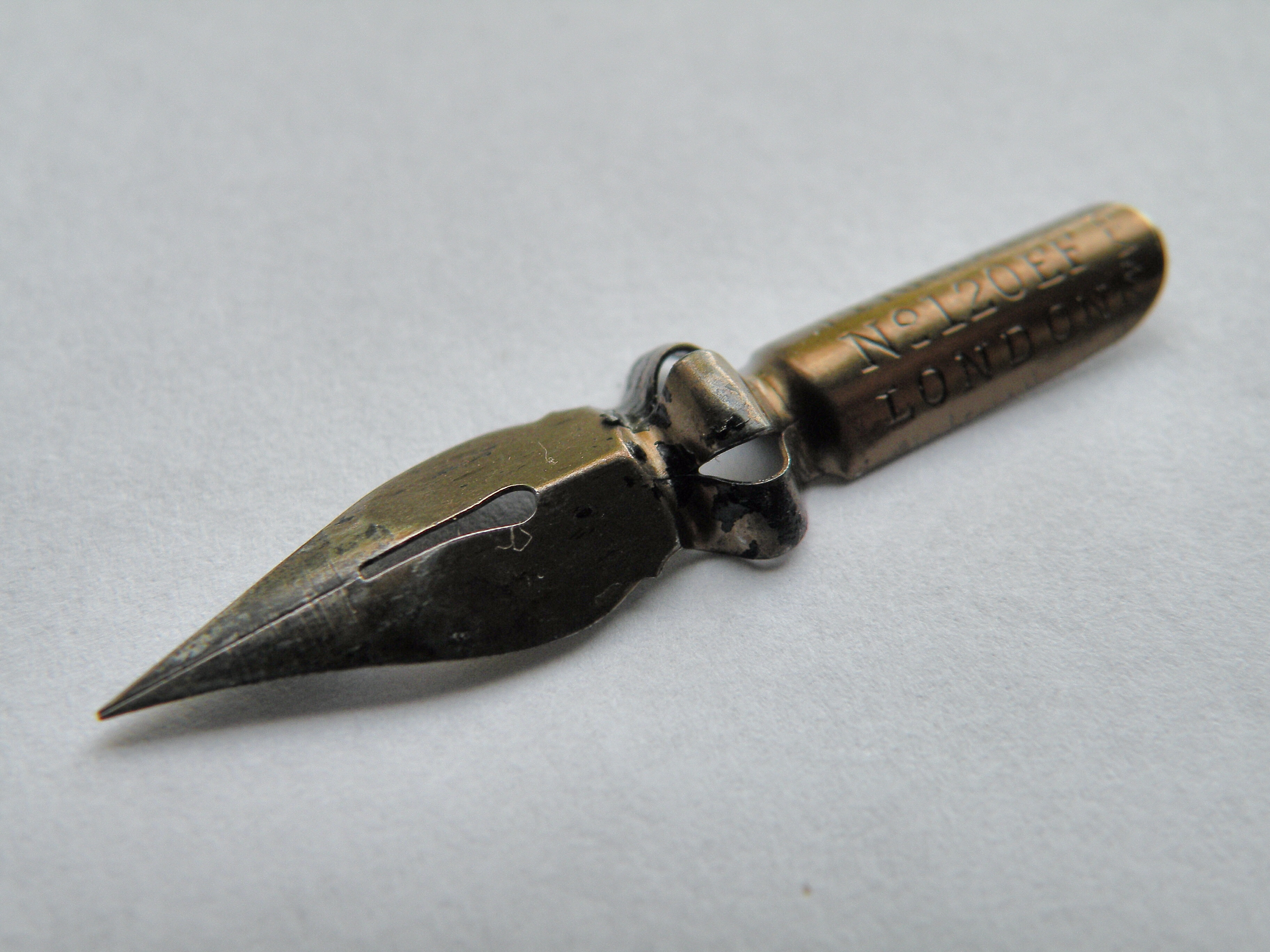
Perry＆Co的金属笔尖

金属笔尖的起源可以追溯到古埃及，并且由铜和青铜等金属制成， 然而，使用这些笔可以实现的书写质量不如芦苇笔， 金属笔尖在18世纪是由工匠制成的一次性的奢饰品。在19世纪早期，英国的Wise和美国的Peregrine Williamson 是第一批专业生产钢笔的制造商，直到19世纪20年代，John Mitchell，Josiah Mason和其他一些商人在英国伯明翰建立了一家制造钢笔尖的工厂，才开始普及它们。金属笔尖拥有比羽毛笔更尖锐的笔锋，但后者磨损得更快，需要很多工序才能磨锐，相比之下金属笔尖更易于制造，且具有不同特性。 此外，金属笔尖可以直接插入到相同的笔舌上，从而相对轻松地实现在笔尖之间切换。

## 笔尖类型

宽尖

细尖，狭缝变化图

笔尖有多种不同形状和尺寸可供选择，但可分为两种主要类型：宽尖和细尖。

### 宽尖
宽尖，也称为宽尖或凿尖，是两种笔尖类型中较老的一种，笔尖呈刚性，边缘平滑，笔通常与水平方向保持恒定角度。 不同的书写效果需要用不同的笔尖角度，通过改变笔划的方向来改变粗细笔划。 几个世纪以来，许多书写风格都用宽尖所书写，包括中世纪的安色尔体，哥特体和加洛林王朝小字体（及其变体），文艺复兴时期的斜体，以及最近在20世纪初开发的爱德华约翰斯顿的基础字体。

### 细尖
细尖是柔韧的，笔尖尖锐而不宽大，细尖通过改变笔尖上的压力来实现薄厚笔划的变换，通过向下按压笔尖在书写表面上形成粗线条，使笔尖尖齿张开并允许更多墨水通过加宽的狭缝流到书写表面上，较轻的压力产生较少的尖齿弯曲，因而写出来是较薄的线条，粗细最佳的笔画需要笔锋朝上或侧向使用，由于细尖的形状，粗线只能在下压时产生，如果在反方向上对笔施加过大的压力，则笔尖可能会深入到纸上。细尖起源于17世纪，最初由羽毛笔以类似于宽尖的方式手工制作。在19世纪初的工业革命即将结束时，对笔尖的高需求加上钢铁制造工艺的不断提升最终导致钢笔尖大规模生产。细笔尖也导致了一种新式的书法风格的发展，例如17和18世纪的英国的圆体字和铜版字体，以及19世纪的斯宾塞剧本，艺术家和绘图员也使用细尖笔来绘制草图，甚至专业性绘图。尽管任何尖头笔尖都可用于绘图，专门用于绘图的笔尖也可以用于书写。

### 铲尖
铲尖通常介于宽笔尖和尖笔尖之间，铲尖的笔尖是一个扁平的点，向下按压笔尖就会产生更宽的线条，就像宽尖一样，和宽尖的主要区别是笔尖宽度，铲尖通常比宽尖窄小，但是也有部分很宽的笔尖也被归类为铲尖。在铲尖中，边缘较细尖更圆润，主要用于修饰性的书写，这是因为铲尖的发明对于早期的钢笔而言，能够反馈其尖锐感和阻尼感，旨在为便捷的快速写作服务。大量早期的金属铲尖贩售给那些需要书写大量文本的专业人士，比如Judge's Quil  、Probate Pen 、Lawyer's Pen等都是针对法律专业客户提供服务的笔厂。
当今最常见的铲尖通常以毫米为单位，（尺寸范围从0.9mm到1.1或1.5mm，特殊情况下有超出这个范围的其他尺寸）在钢笔上，宽尖和铲尖之间的差异甚至会变得更加模糊，所有的变化范围都来自于通常称为斜尖，倾向于像传统的宽尖一样具有更尖锐的角，到草书斜体或具有更圆角的一些这样的变化，以促进平滑和连续的书写。
如果你喜欢灵活的笔尖可以控制书写的线条（粗细），可以选择灵活的调制笔尖，线性的（非柔性）笔尖更平滑，更加易于书写，要使用铲尖进行书写，就像使用宽尖一样，您可以尝试将其保持一定的书写角度，对于书写斜体，可以是45°，对于一般草书，传统上使用短管蘸水笔，它们会将笔保持在0°，或与书写线平行，最好的建议是尝试并看看哪种角度用起来更舒适。
对于铲尖最有利的肯定是美国内战历史学家Shelby Foote的事迹，他在接受“巴黎评论”采访时，他透露，他用Esterbrook＃313 Probate Pen 写了他内战史上3000多页的历史清单 ，所使用的就是相当常见的铲尖笔。

## 钢笔笔尖

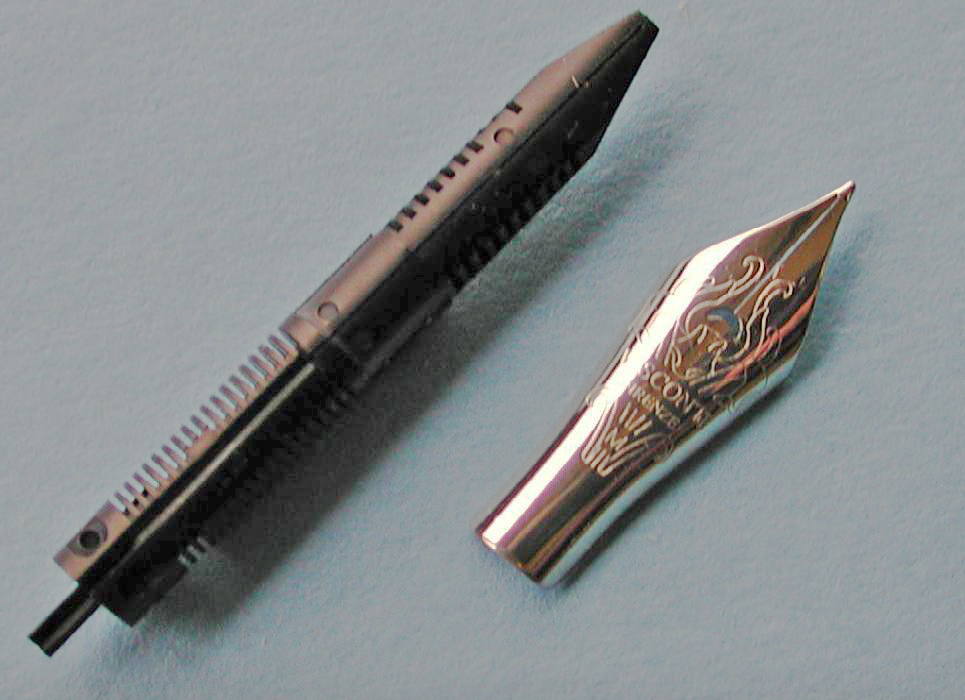
Visconti不锈钢钢笔笔尖和上墨器的细节

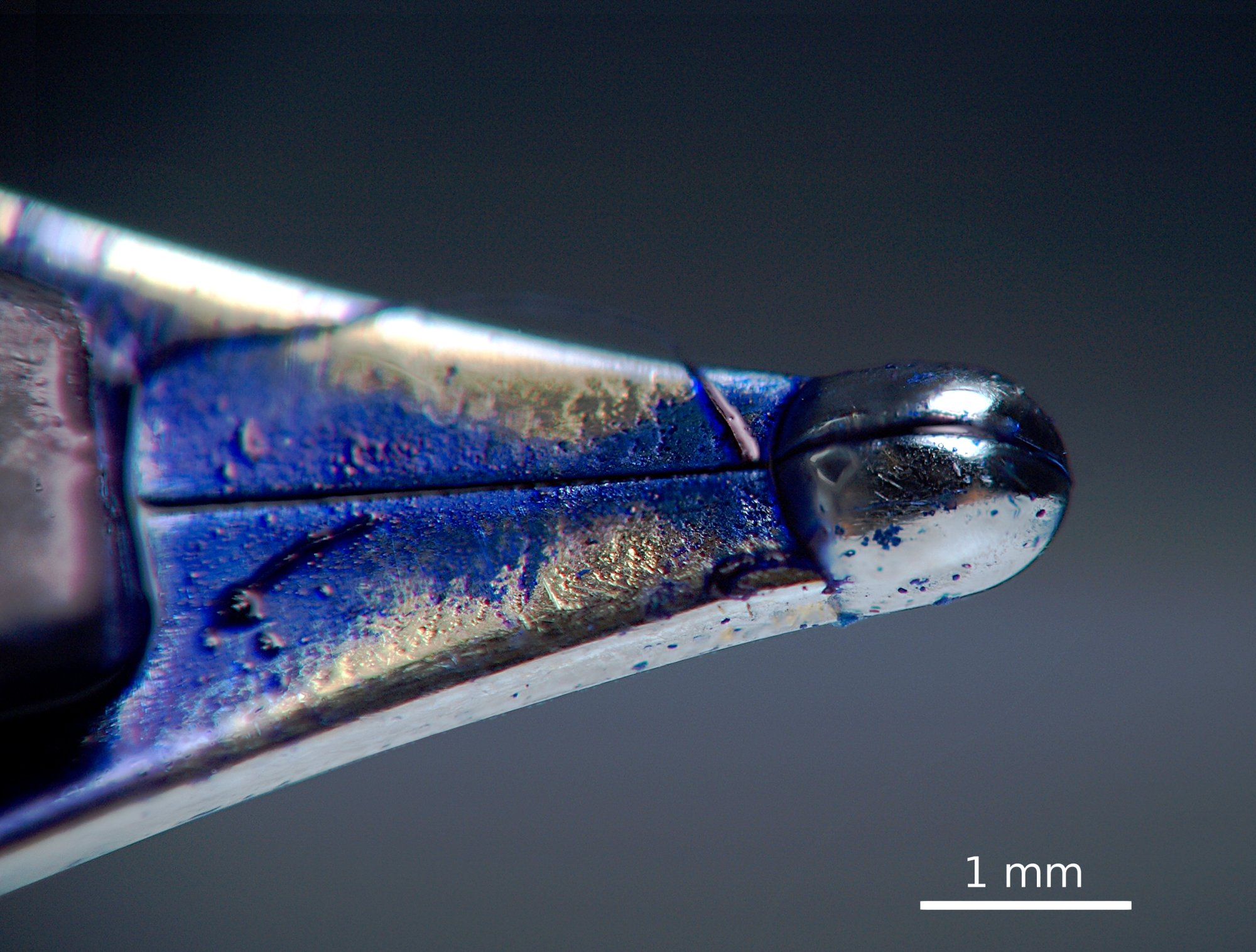
钢笔笔尖尖端

根据Mathur等人的说法，“现代的钢笔笔尖可以追溯到原始的金尖，它附有一小块红宝石，作为磨损点,” 发现铂族金属后 其中包括钌，锇和铱，“少量的铱被分离出来并用于19世纪30年代的铱尖金笔尖”。 如今，笔尖通常由不锈钢或金合金制成，最受欢迎的金含量为14K（58％）和18K（75％）。 钛是一种不常用于制造笔尖的金属, 金是柔韧性和耐腐蚀性的最佳金属，尽管出现了不锈钢合金和腐蚀性较小的油墨，使腐蚀性的问题逐渐得以解决，但金的耐腐蚀性仍然优秀。

### 电镀尖
进一步的镀金提供了有利的浸润特性，以此来降低固体表面与其接触的液体的表面张力，增加墨水在接触面的扩散的能力。

### 铱粒
金和大多数钢和钛笔尖都是硬质耐磨合金，通常包括铂族金属, 这些金属具有极高的硬度和耐腐蚀性。 笔尖耐磨材料通常被称为“铱”，但自20世纪50年代中期以来，几乎没有使用含有铱金属合金的笔尖或笔制造商。金属锇，铼，钌和钨通常用作合金，在其他材料的混合物中含有少量锇，铼，钌和钨，制成微小的颗粒，在切割笔尖切口并将尖端磨成最终形状之前，钎焊或焊接在笔尖上 由于纸张对笔尖的磨损，未加工的钢和钛点会磨损得更快。

### 毛细作用
笔尖通常有一个沿其中心切开的锥形切口，通过毛细作用将墨水输送到笔尖，以及不同形状的通气孔， 通气孔允许空气进入笔舌，并返回到墨囊，通气孔还起到应力消除点的作用，防止笔尖在使用过程中反复弯曲，从切口末端纵向开裂。 在通气孔和笔尖之间增加距离增加了笔尖的弹性或柔韧性，使得墨水流出收窄，集中于一点并将墨水转移到书写的介质上，宽大的书法笔可能在笔尖上有几个狭缝，以增加墨水流量，并有助于在宽点上均匀分布， 分为三个“尖齿”的笔尖通常被称为谱曲笔尖， 这是因为谱曲笔尖的出墨有广泛的变化范围，从很粗的线条到精细的线条兼可。

### 笔尖种类
虽然最常见的笔尖各种尺寸（极细，中等，宽）的圆点，但是可以使用各种其他笔尖形状， 这方面的例子是斜尖，反向斜尖，短尖，斜体和360度笔尖。
较宽的笔尖用于侧重点模糊的艺术品，具有更高水平的墨水阴影或较少吸水纸张的光泽，较细的尖头（例如EF和F）可用于复杂的校正和勾勒，代价是阴影和光泽无法体现。 倾斜，反向倾斜，短尖和斜尖可用于书法目的或用于一般手写组合物， 特定笔尖的线宽可能因其原产国而异; 日本的笔尖一般都比较细。

### 笔尖灵活性
有几种方式可以调整笔尖的灵活性，首先，笔尖金属的厚度改变弯曲程度，当笔尖合金被制作的很厚时会产生坚硬的笔尖，而薄的笔尖则更加柔韧，可以按压笔尖使其在尖端处更薄并且在进给处更厚以减轻刚度或提供更可控的弯曲；其次，笔尖的曲线部分地决定了笔尖的硬度，将笔尖压成更深的凸曲线，或分成三个或五个刻面曲线，将比更扁平的笔尖更硬。
第三，“通气孔”的尺寸，形状和位置会改变刚度，心形孔会随着它们变宽而弯曲，而圆形小孔会使笔变硬。第四，齿的长度决定了它们在压力下能够传播的距离，较短的尖齿会形成更硬的笔尖。第五，所使用的合金会影响刚度：如前所述，与钢相比，金被认为是优异的。此外，较纯的金（18k和21k）比大多数较低的金浓度（14k）合金更软。

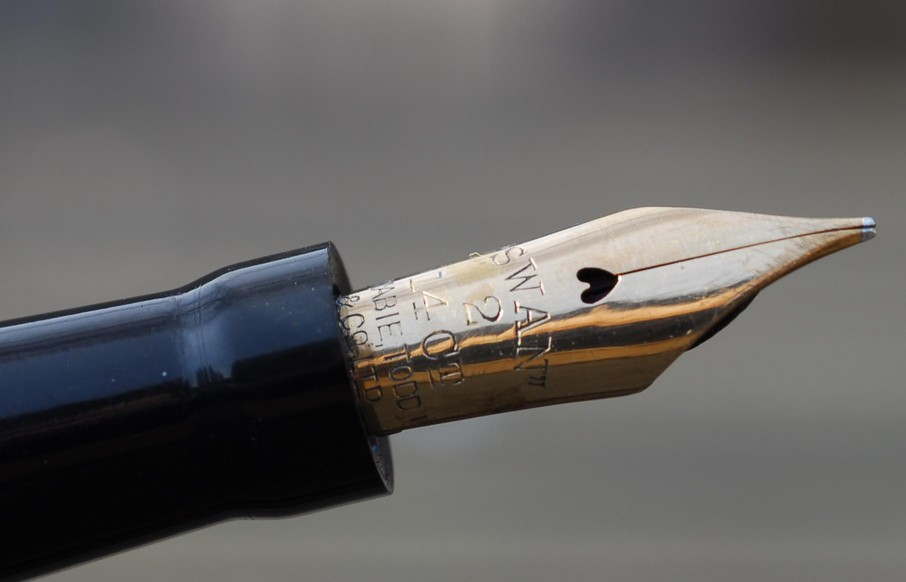
Mabie Todd Swan弹性14k金尖。

追溯到20世纪上半叶的钢笔更有可能具有灵活的笔尖，适合当时受欢迎的手写风格（例如Copperplate体和Spencerian体），到20世纪40年代，写作偏好已转向更硬的笔尖，这些笔尖可以承受通过碳纸书写创建重复文件所需的更大压力。
此外，Parker和Waterman等主要钢笔品牌之间的竞争以及终身保修的引入意味着灵活的笔尖不再能够获得有利的支持。在这种竞争程度不同的国家，例如英国和德国，灵活的笔尖更为常见。
如今，当人们在钢笔和其他书写模式之间交换时，硬的笔尖是常态，这些模仿现代用户所经历的圆珠笔，尽管硬而坚，钢笔尖书写“体验很差”的想法是一种误解。使用压力过大的圆珠笔用户很容易损坏更灵活的笔尖。理想情况下，钢笔的笔尖使用墨水作为润滑剂滑过纸张，不需要压力，经过适当使用的优质笔尖持久耐用，通常持续时间长于原主人的使用寿命，许多具有数十年历史的笔尖的老式钢笔今天仍然可以使用。
| 不同笔尖展示    |
| - ;派克50（鹰） |

## 笔尖展示

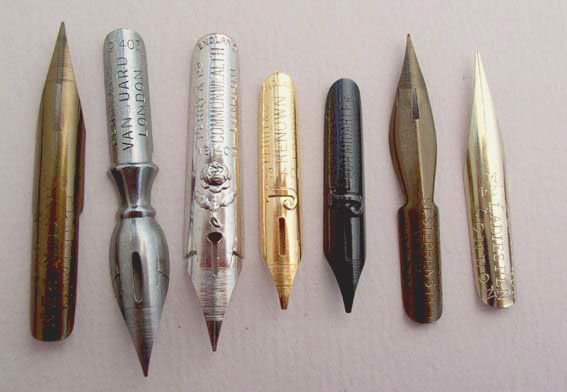
Perry & Co. 绘画笔尖
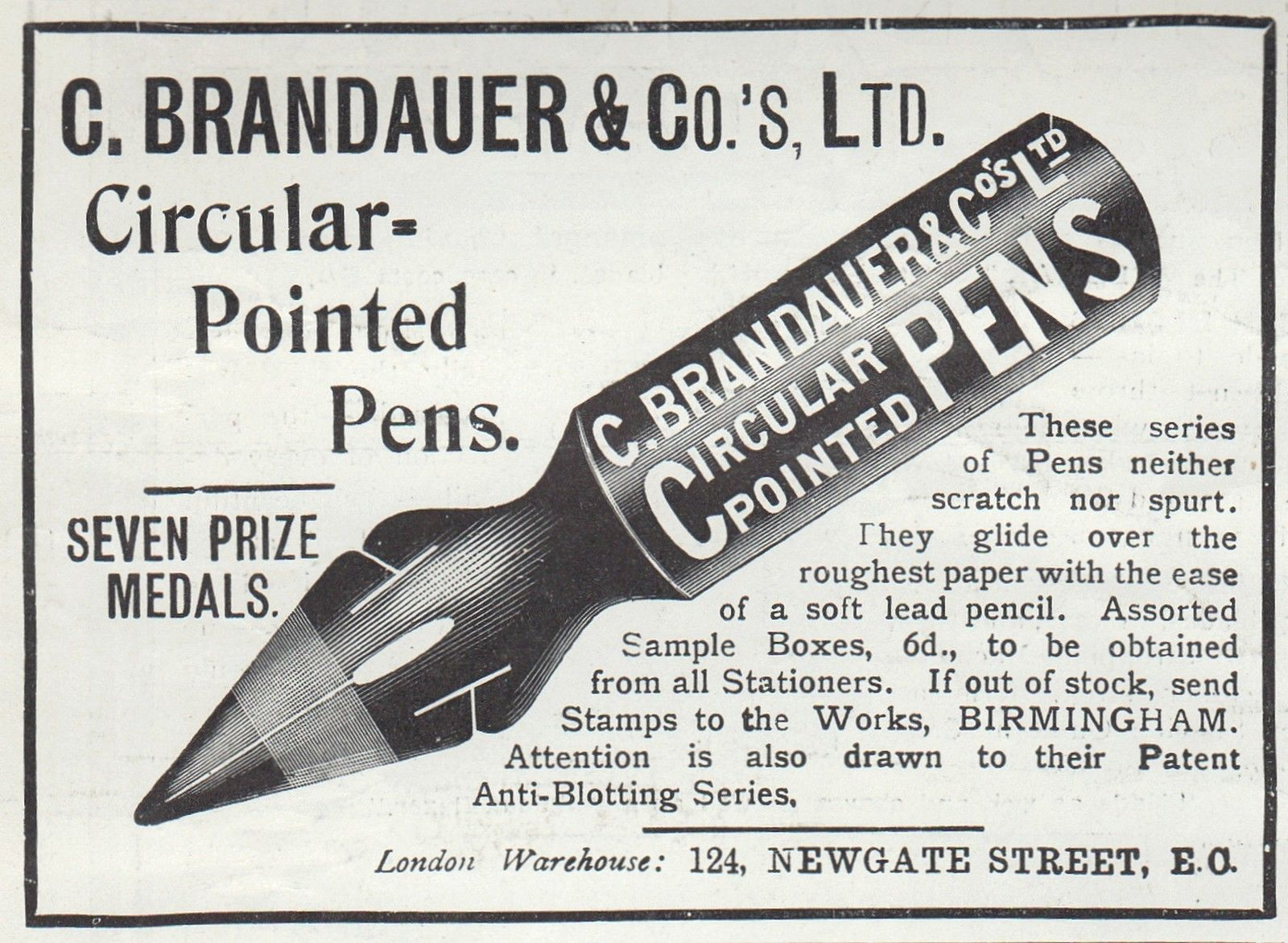
C. Brandauer & Co. ad
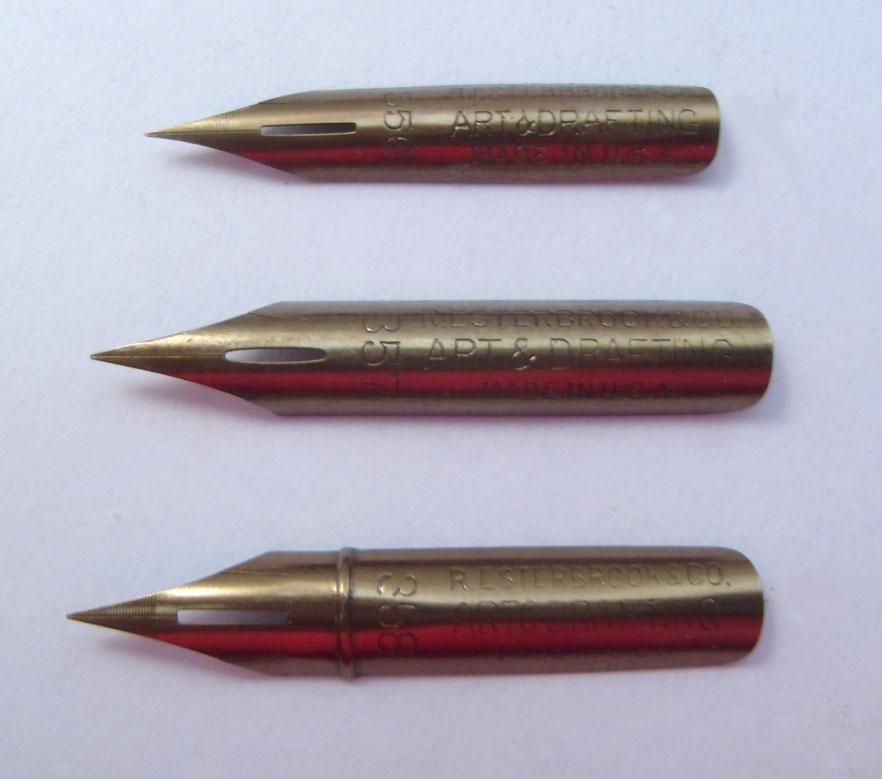
Esterbrook 标准
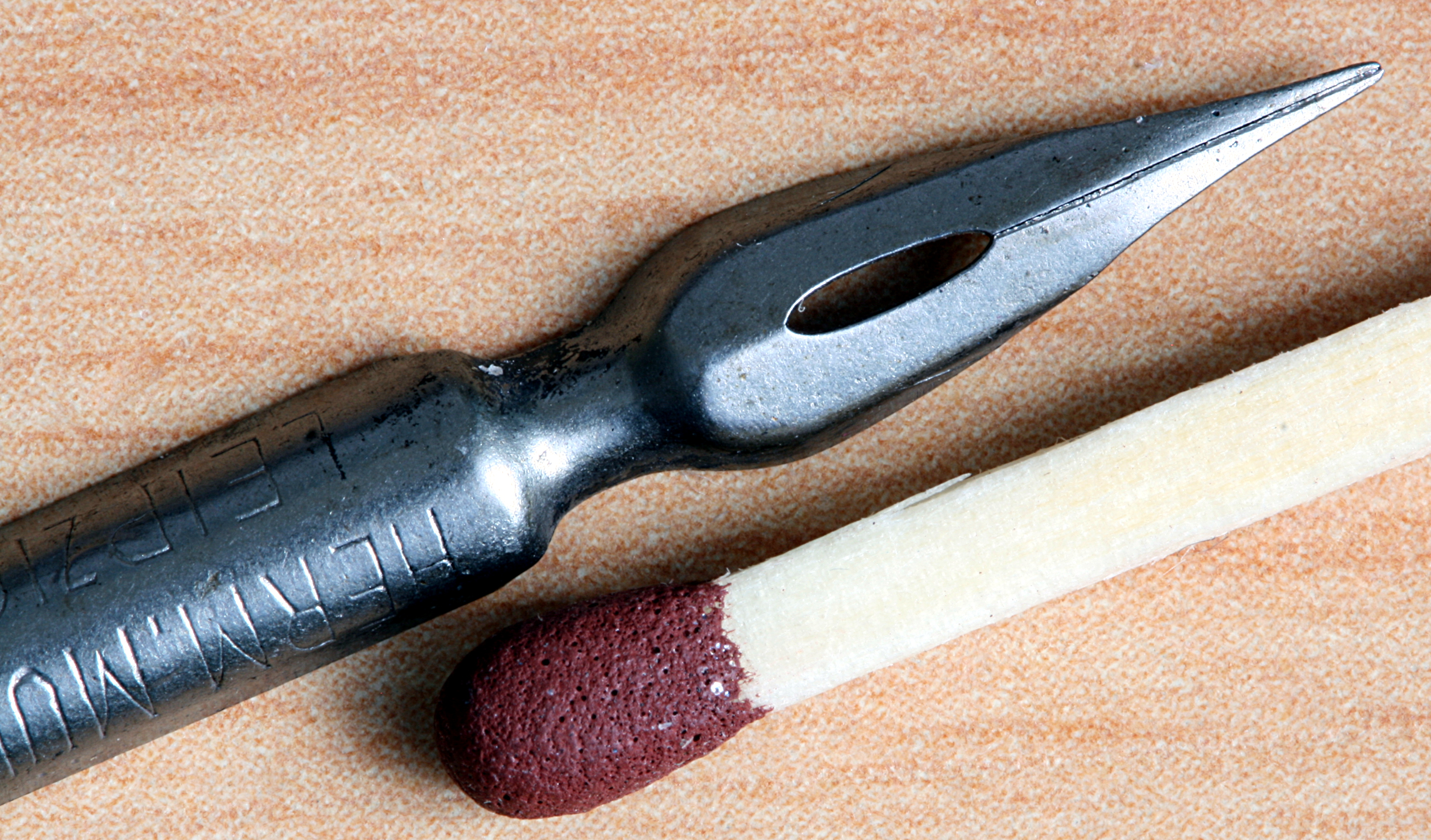
Herm. Müller 笔尖
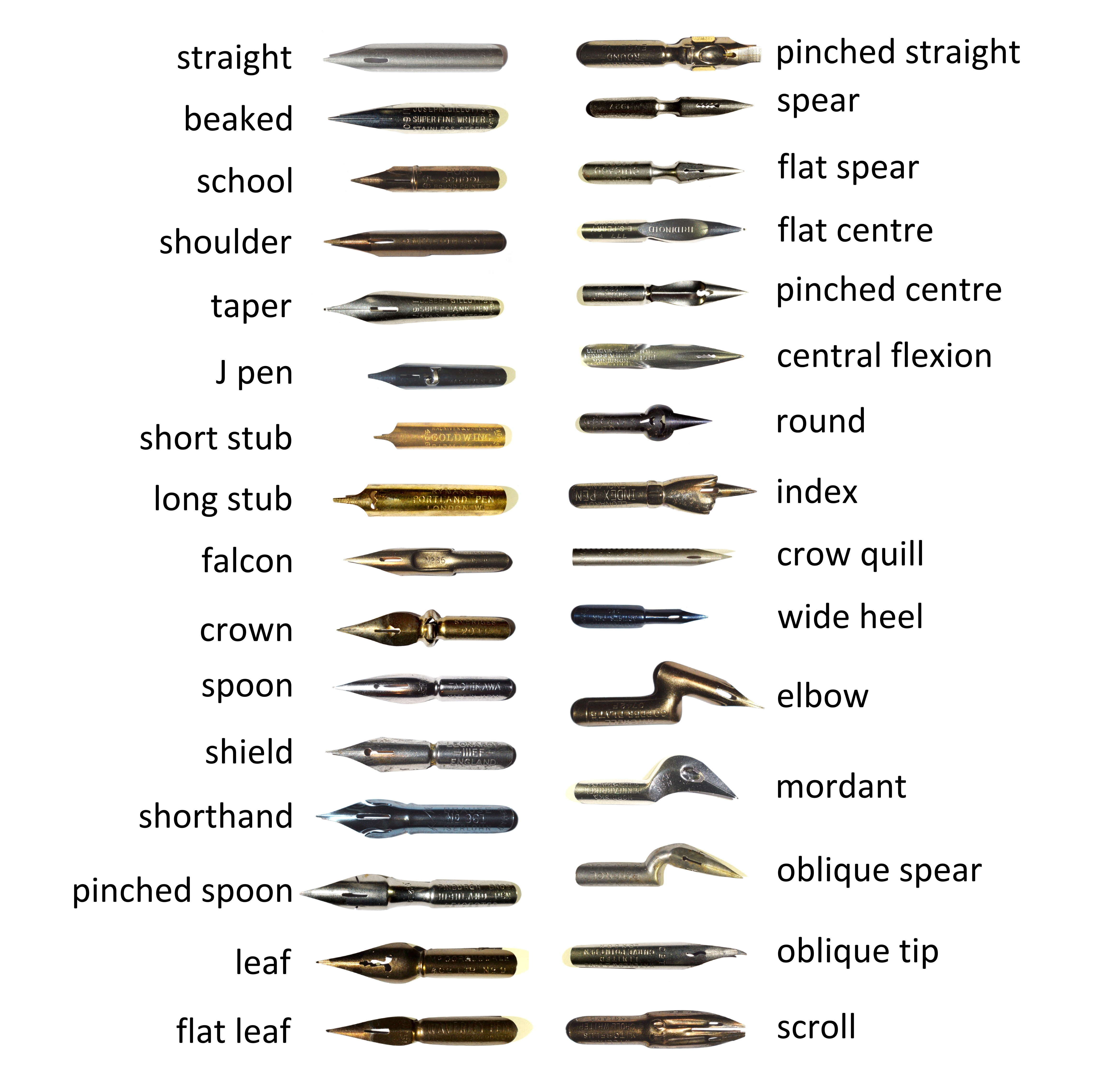
Various标准
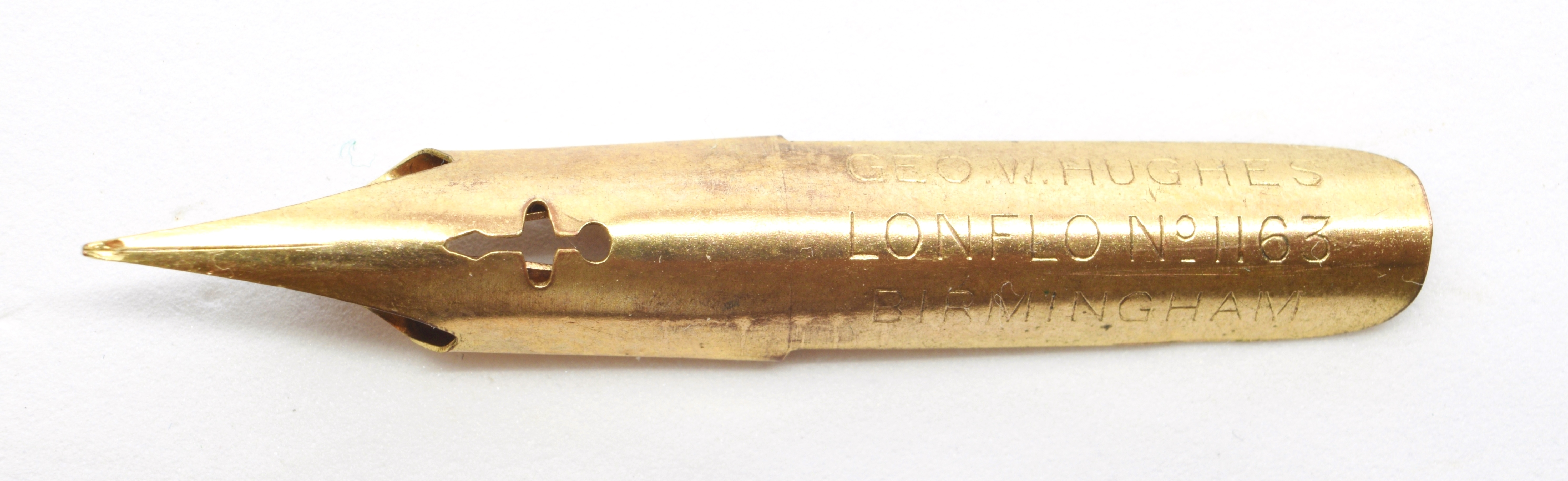
Geo. W. Hughes n° 1163
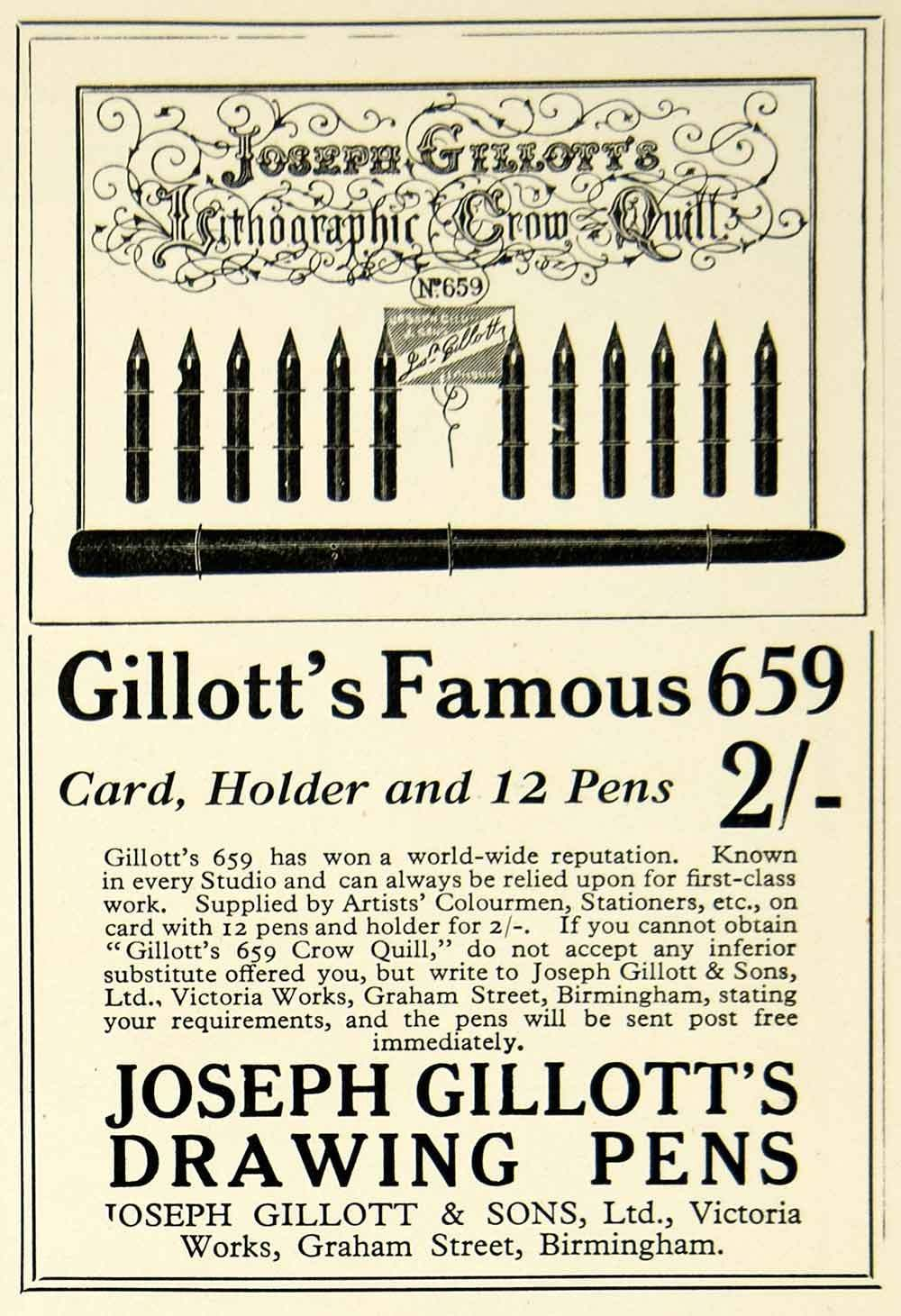
Gillott 笔尖 card
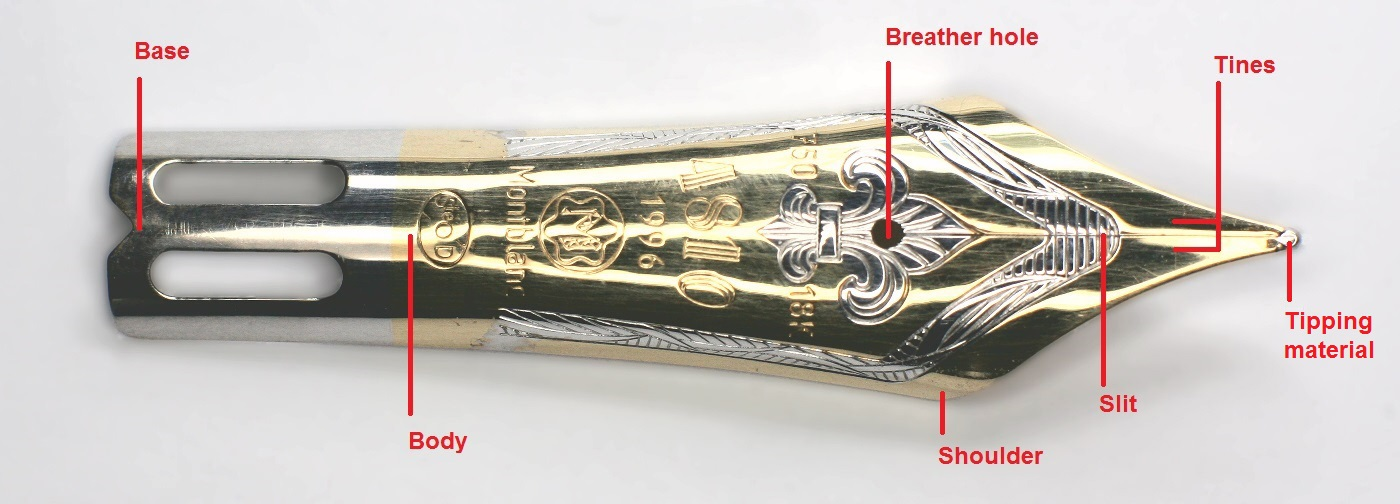
自动钢笔笔尖
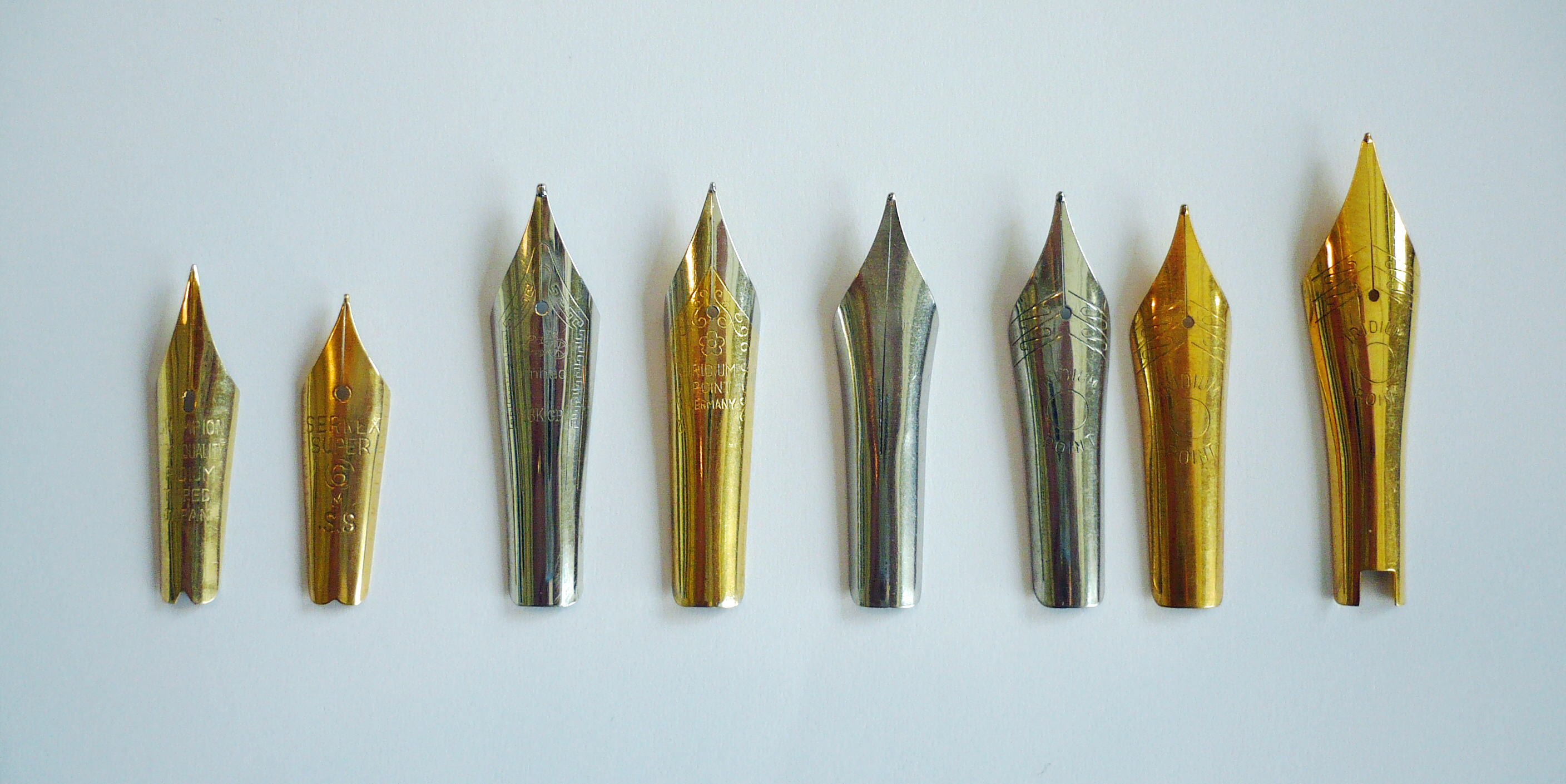
数种钢笔笔尖
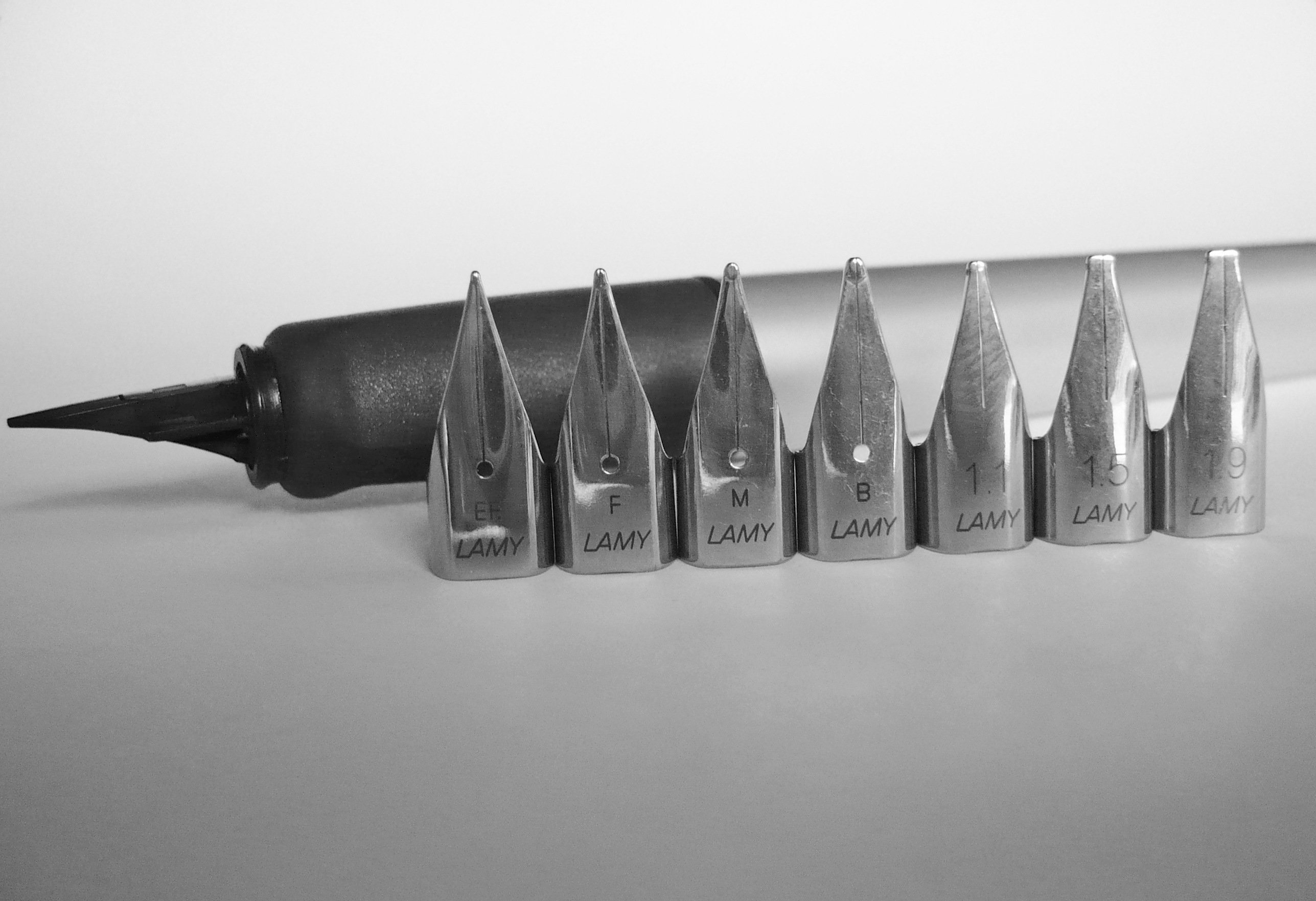
Lamy Z 50的各种型号的（笔尖）
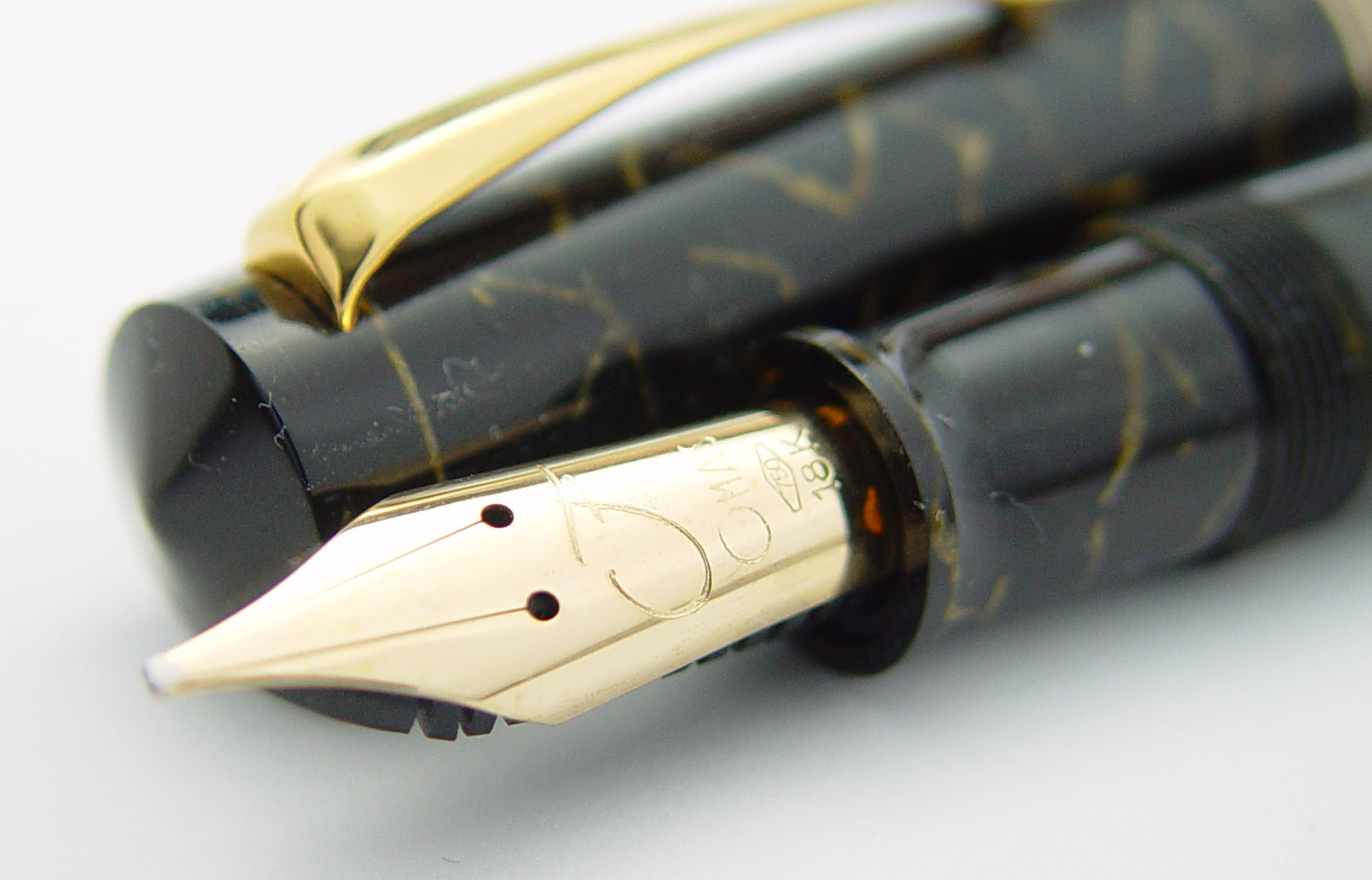
“OMAS Filarmonica”钢笔的谱曲笔尖
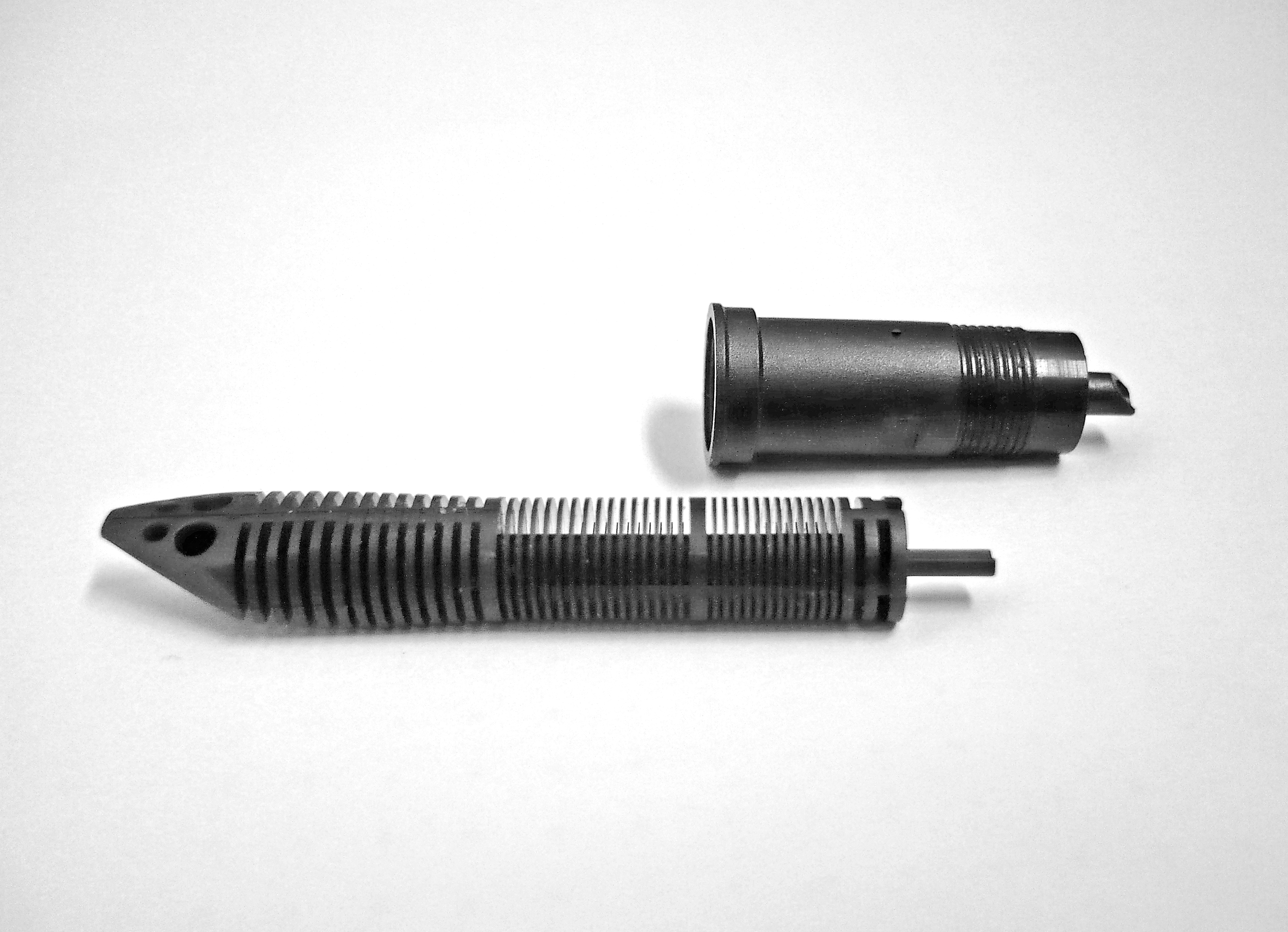
钢笔笔尖的笔舌和外壳
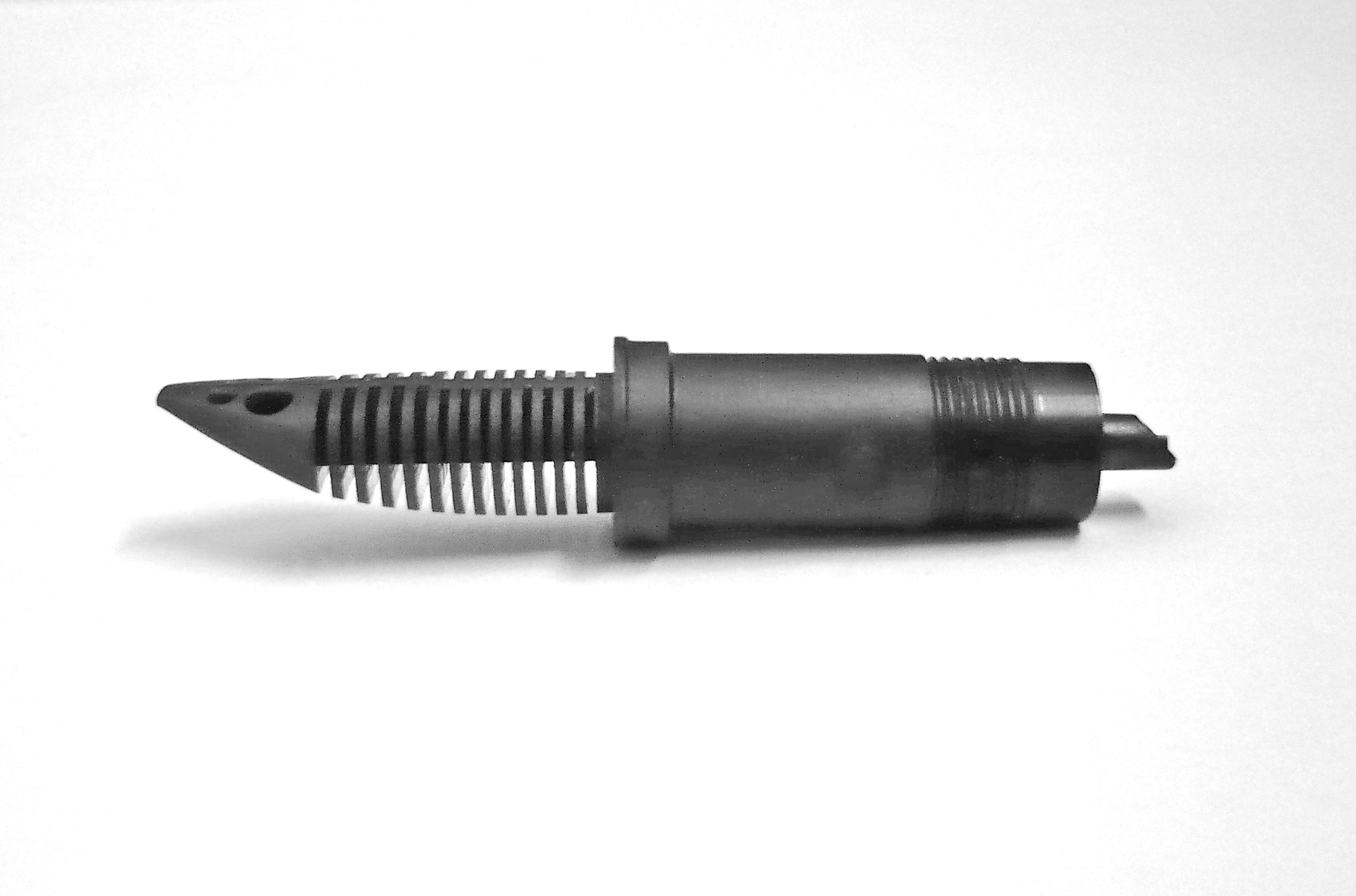
笔尖准备安装到笔舌上
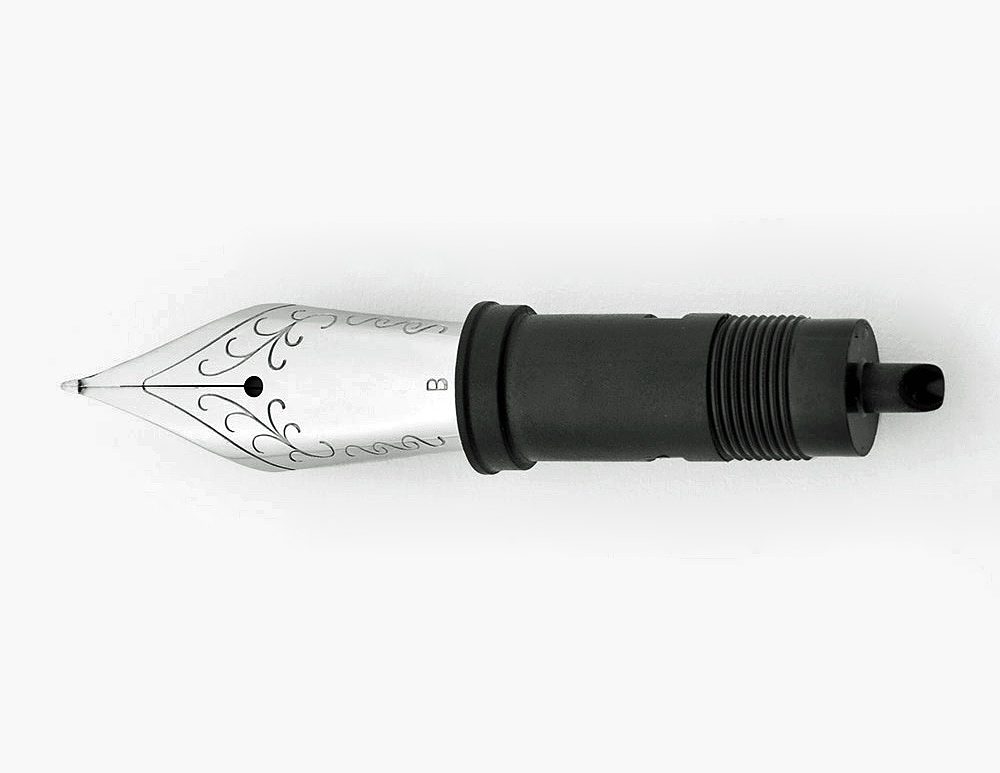
安装完毕的笔尖